# Andreas Unterberg
Andreas Unterberg (* 10. Oktober 1955 in Schwelm) ist ein deutscher Neurochirurg und Professor für Neurochirurgie. Von April 2003 bis September 2023 leitete er als Direktor die Neurochirurgische Klinik am Universitätsklinikum Heidelberg. Seine wissenschaftlichen Schwerpunkte sind die Neurotraumatologie, die Neurochirurgische Intensivmedizin und die intraoperative Bildgebung bei hirneigenen Tumoren. Unterberg ist besonders spezialisiert auf Hirntumorchirurgie, Schädel-Basis-Chirurgie und Hypophysenchirurgie.

## Werdegang
Unterberg studierte in Gießen und München und promovierte 1982 mit Summa cum laude an der LMU-München (Doktorvater: A. Baethmann). 1981 wurde er wissenschaftlicher Assistent am Institut für Chirurgische Forschung der LMU München. Von 1981 bis 1985 untersuchte er die Wirkungen von potenziellen Mediatoren des sekundären Hirnschadens auf die Blut-Hirn-Schrankenfunktion, insbesondere die Wirkung von Bradykinin auf die Hirngefäße. Anschließend folgte ab 1985 ein 15-monatiges DFG-Forschungsstipendium am Medical College of Virginia in Richmond (Virginia) in der Abteilung für Neurochirurgie bei A. Marmarou, wo er über das posttraumatische Hirnödem forschte.
Seine Facharztausbildung für Neurochirurgie absolvierte Unterberg an der LMU München und der Freien Universität Berlin (FU Berlin). 1988 erfolgte die Habilitation an der LMU München. 1991 wurde er C3-Professor für Neurochirurgie an der FU Berlin und 1995 Stellvertretender Direktor der Klinik für Neurochirurgie der Charité. Von April 2003 bis September 2023 war Unterberg Ordinarius und Direktor der Neurochirurgischen Klinik des Universitätsklinikums Heidelberg.
Von 2008 bis 2010 war Unterberg Präsident der Deutschen Gesellschaft für Neurochirurgie (DGNC) und von 2011 bis 2013 Präsident der Deutschen Gesellschaft für Neurointensiv- und Notfallmedizin (DGNI). Von 2018 bis Ende 2023 gehörte er zum Präsidium der Deutschen Interdisziplinären Vereinigung für Intensiv- und Notfallmedizin (DIVI). Von Juli 2022 bis September 2024 war er Präsident der International Neurotrauma Society (INTS). Unterberg nahm weitere verschiedene Aufgaben für wissenschaftliche Vereinigungen wahr:
- Deutsche Gesellschaft für Neurochirurgie: Präsidiumsmitglied 2006 bis 2012
- Deutsche Interdisziplinäre Vereinigung für Intensiv- und Notfallmedizin (DIVI): Kongresspräsident 2013 sowie Präsidiumsmitglied von 2018 bis 2023
- Deutsche Gesellschaft für Neurointensiv- und Notfallmedizin (DGNI): Mitglied des Präsidiums 2009 bis 2015
- European Association of Neurological Surgeons EANS: Kommission für Neurotraumatologie bis 2021
- European Brain Injury Consortium: Mitglied des Executive Committee 1997 bis 2009
- American Academy of Neurological Surgery: Kongresspräsident des Joint-Meetings 2015
- International Neurotrauma Society: Kongresspräsident 2022 in Berlin (gemeinsam mit Nikolaus Plesnila und Klaus Zweckberger)

Unterberg ist verheiratet und hat zwei erwachsene Töchter.

## Leistungen
Unterberg ist ein Spezialist der Neurochirurgie. Von 2003 bis 2023 hat er in Heidelberg mehr als 3000 Operationen unterschiedlicher Hirntumore durchgeführt. Außerdem verfügt er über Erfahrungen bei mehr als 500 Hypophysen-Operationen sowie mehr als 3000 Wirbelsäulenoperationen.
Seine Forschungsschwerpunkte sind die Neurotraumatologie, intrazerebrale Blutungen, die Neurointensivmedizin (multimodales Monitoring), Dekompressionstrepanation sowie die Neuroonkologie, insbesondere die intraoperative kernspintomographische Resektionskontrolle. Zu diesen Themen leistete er auch Beiträge zu internationalen Leitlinien.

## Publikationen
Insgesamt veröffentlichte Unterberg mehr als 700 Beiträge in PubMed-gelisteten, internationalen Zeitschriften, darüber hinaus zahlreiche Buchartikel, Bücher und Monographien.
Sein h-Index liegt im November 2024 bei 80.

## Preise und Ehrungen
- E. K. Frey Preis 1983
- Upjohn Award for Neurosurgical Research, EANS 1988
- Investigator Award, International Neurotrauma Society, 1995
- Klaus-von-Wild Lecture, EMN 2017
- Ehrenprofessur der Staatliche Universität Samarkand, Usbekistan, Mai 2023
- Ordentliches Mitglied der Academia Europaea, Wahl 2023